# パサン (菓子)
パサンは、日本で食される菓子の一種で、バターを使わない焼き菓子である。

## 名称・由来
パサンは、パサンズ、パシャンズなどとも呼ばれる。名称の由来についてはっきりしたことはわからないが、英語のバンズ (buns) から変化した、イギリスに「パシャンズ」という菓子があった、などの説がある。
明治40年に発行された斎藤覚次郎『料理辞典』には、卵と砂糖を用いた「ぱさんず」という洋菓子が紹介されているが、現在のパサンとは製法が異なり、スフレに近いものである。現在のパサンの製造販売がはじまったのは、大正10年頃とされる（梶谷京平『機械による菓子の量産法 近代菓子産業の基礎知識』1968年）。洋菓子、和菓子、駄菓子など、捉え方も異なる。

## 材料
小麦・卵・砂糖を原材料とし、生地を一度乾燥させてから焼きあげる。ピーナツやチェリー、レーズンなどを載せることもある。サクサクとした口当たりで、「素朴な甘さ」があると評される。

## 文化

### 京都
第二次世界大戦後の全盛期、昭和30年代頃には京都市内には10軒以上の製造元があったとされる。
パサンそのものに季節性はないが、京都においては正月向けに鶴や梅・松などの意匠を施した「迎春パサン」が製造された。正月の風習として広く定着しているものではなく、知名度も高いわけではないが、年末のスーパー店頭などで販売された「迎春パサン」は、正月の来客時に供されるカジュアルな菓子として親しまれた。
多くのメーカーは零細で、製造は職人による手作業であった。かつては一斗缶に詰められて販売されたが、割れやすいため流通にも向かない。1980年代以後のコンビニエンスストアの普及や、経営者の高齢化などとともに次第に廃れ、2010年代においてはあまり製造されなくなった。

### その他の地域
石川県には「金沢の伝統駄菓子」としてパサンを製造する施設があるほか、大阪府などにも製造する店舗がある。